# Anna Eltringham
Anna Eltringham (née en 1974) est une évêque anglicane britannique. Elle est évêque de Ripon dans le diocèse de Leeds depuis 2023. De 2014 à 2023, elle a été chef d'équipe du bénéfice ecclésiastique Oxted.

## Biographie
Anna Eltringham fait ses études au St John's College de l'université de Durham et a travaillé dans la stratégie marketing jusqu'à son ordination.
Elle fait ses études de théologie au St Augustine's College of Theology et est ordonnée diacre en 2008 et prêtre en 2009. Elle est pasteure à la Holy Innocents Church de South Norwood, puis travaille à Oxted de 2014 à 2023. Elle est doyenne du ministère des femmes dans le diocèse anglican de Southwark de 2017 jusqu'à sa nomination comme évêque. Elle est également aumônière honoraire de la reine. Elle est mariée et mère de deux enfants.
Eltringham est consacrée évêque par l'archevêque de York Stephen Cottrell, lors d'un service à la cathédrale d'York le 22 juin 2023.
En novembre 2023, elle est l'une des 44 évêques de l'Église d'Angleterre qui ont signé une lettre ouverte soutenant l'utilisation des prières d'amour et de foi (c'est-à-dire des bénédictions pour les couples de même sexe) et ont demandé que « des directives soient publiées sans délai qui incluent la suppression de toutes les restrictions sur le clergé concluant des mariages civils entre personnes de même sexe, et sur les évêques ordonnant et agréant ce clergé ».